# Období Reiwa

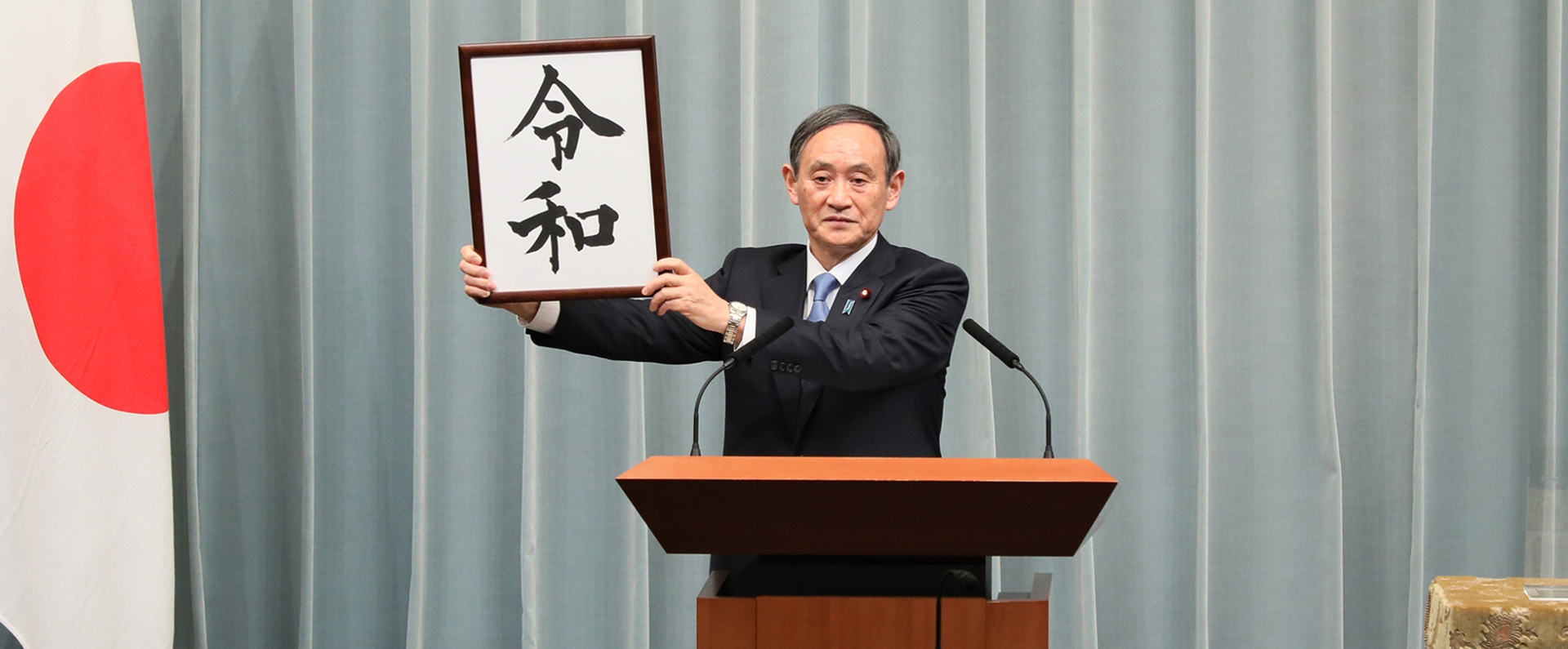
Japonský premiér Jošihide Suga oznamuje reportérům nové císařské období Reiwa.

Období Reiwa (japonsky: 令和) nebo éra Reiwa či Reiwa je aktuální období dějin Japonska. Tato éra začala nástupem císaře Naruhita na trůn po abdikaci předchozího císaře Akihita 1. května 2019. Reiwa se překládá jako „překrásná harmonie“. Předchozí období se nazývalo Období Heisei. 